# Список дипломатических представителей Святого Престола

Дипломатические отношения с постоянной миссией, апостольский нунций имеет ранг посла и дополнительные привилегии
Дипломатические отношения с аккредитацией нерезидента с дополнительными привилегиями
Дипломатические отношения с постоянной миссией, апостольский нунций имеет нормальный посольский статус
Дипломатические отношения с аккредитацией нерезидента, нормальный посольский статус
Официальный контакт с правительством, но без дипломатических отношений
Представитель только в католических общинах, нет дипломатических отношений

Дипломатические представители Святого Престола — апостольские нунции, апостольские делегаты, а также представители Святого Престола при международных правительственных организациях — дипломаты Святого Престола в ранге посла, представляющие его интересы в мире.

## Апостольские нунции

### Австралия и Океания
- Апостольский нунций в Австралии — архиепископ Чарльз Дэниэл Бэлво;
- Апостольский нунций в Вануату — архиепископ Габор Пинтер;
- Апостольский нунций в Кирибати — архиепископ Габор Пинтер;
- Апостольский нунций на Маршалловых Островах — архиепископ Габор Пинтер;
- Апостольский нунций в Федеративных Штатах Микронезии — архиепископ Габор Пинтер;
- Апостольский нунций в Науру — архиепископ Габор Пинтер;
- Апостольский нунций в Новой Зеландии — архиепископ Габор Пинтер;
- Апостольский нунций в Палау — архиепископ Габор Пинтер;
- Апостольский нунций на Островах Кука — архиепископ Габор Пинтер;
- Апостольский нунций в Папуа — Новой Гвинее — архиепископ Маурицио Брави;
- Апостольский нунций в Самоа — архиепископ Габор Пинтер;
- Апостольский нунций на Соломоновых Островах — архиепископ Маурицио Брави;
- Апостольский нунций в Тонге — вакансия;
- Апостольский нунций на Фиджи — архиепископ Габор Пинтер.

### Азия
- Апостольский нунций в Азербайджане[1] — архиепископ Марек Сольчинский;
- Апостольский нунций в Армении — архиепископ Анте Йозич;
- Апостольский нунций в Бахрейне — архиепископ Юджин Мартин Наджент;
- Апостольский нунций в Бангладеш — архиепископ Кевин Рэндалл;
- Апостольский нунций в Грузии[1] — архиепископ Анте Йозич;
- Апостольский нунций в Израиле — архиепископ Адольфо Тито Ильяна;
- Апостольский нунций в Индии — архиепископ Леопольдо Джирелли;
- Апостольский нунций в Индонезии — архиепископ Пьеро Пьоппо;
- Апостольский нунций в Иордании — архиепископ Джованни Пьетро Даль Тозо;
- Апостольский нунций в Ираке — вакансия;
- Апостольский нунций в Иране — архиепископ Анджей Юзвович;
- Апостольский нунций в Йемене — архиепископ Кристоф Закхия Эль-Кассис;
- Апостольский нунций в Казахстане[2] — архиепископ Георг Панамтхундил;
- Апостольский нунций в Камбодже — архиепископ Питер Брайан Уэллс;
- Апостольский нунций в Катаре — архиепископ Юджин Мартин Наджент;
- Апостольский нунций на Кипре — архиепископ Адольфо Тито Ильяна;
- Апостольский нунций в Кыргызстане — архиепископ Георг Панамтхундил;
- Апостольский нунций в Китае — монсеньор Сладан Косич;[3]
- Апостольский нунций в Корее — архиепископ Джованни Гаспари;
- Апостольский нунций в Кувейте — архиепископ Юджин Мартин Наджент;
- Апостольский нунций в Ливане — архиепископ Паоло Борджа;
- Апостольский нунций в Малайзии — архиепископ Войцех Залуский;
- Апостольский нунций в Монголии — архиепископ Джованни Гаспари;
- Апостольский нунций в Мьянме — вакансия;
- Апостольский нунций в Омане — архиепископ Николя Тевенен;
- Апостольский нунций в Непале — архиепископ Леопольдо Джирелли;
- Апостольский нунций в Пакистане — архиепископ Жерману Пенемоте;
- Апостольский нунций в Сингапуре — архиепископ Марек Залевский;
- Апостольский нунций в Сирии — кардинал Марио Дзенари;
- Апостольский нунций в Таджикистане — архиепископ Георг Панамтхундил;
- Апостольский нунций в Таиланде — архиепископ Питер Брайан Уэллс;
- Апостольский нунций в Восточном Тиморе — архиепископ Войцех Залуский;
- Апостольский нунций в Туркменистане — архиепископ Марек Сольчинский;
- Апостольский нунций в Турции[4] — архиепископ Марек Сольчинский;
- Апостольский нунций в Узбекистане — архиепископ Джованни Д’Аньелло;
- Апостольский нунций на Филиппинах — архиепископ Чарльз Джон Браун;
- Апостольский нунций в Шри-Ланке — вакансия;
- Апостольский нунций в Объединённых Арабских Эмиратах — архиепископ Кристоф Закхия Эль-Кассис;
- Апостольский нунций в Японии — архиепископ Франсиско Эскаланте Молина.

### Африка
- Апостольский нунций в Алжире — вакансия;
- Апостольский нунций в Анголе — архиепископ Криспин Дубель;
- Апостольский нунций в Бенине — архиепископ Рубен Дарио Руис Майнарди;
- Апостольский нунций в Ботсване — архиепископ Генрик Мечислав Ягодзиньский;
- Апостольский нунций в Буркина-Фасо — архиепископ Эрик Совигуиди;
- Апостольский нунций в Бурунди — архиепископ Дьедонне Датоноу;
- Апостольский нунций в Габоне — архиепископ Хавьер Эррера Корона;
- Апостольский нунций в Гамбии — архиепископ Вальтер Эрби;
- Апостольский нунций в Гане — архиепископ Жюльен Каборе;
- Апостольский нунций в Гвинее — архиепископ Жан-Сильвен Эмьен Мамбе;
- Апостольский нунций в Гвинее-Бисау — архиепископ Вальдемар Станислав Зоммертаг;
- Апостольский нунций в Джибути — вакансия;
- Апостольский нунций в Египте[5] — архиепископ Николя Тевенен;
- Апостольский нунций в Замбии — архиепископ Джанлука Перичи;
- Апостольский нунций в Зимбабве — архиепископ Януш Урбаньчик;
- Апостольский нунций в Камеруне — архиепископ Жозе Авелину Беттанкур;
- Апостольский нунций в Кабо-Верде — архиепископ Вальдемар Станислав Зоммертаг;
- Апостольский нунций в Кении — архиепископ Хубертус Матеус Мария ван Меген;
- Апостольский нунций в Демократической Республике Конго — архиепископ Митя Лесковар;
- Апостольский нунций в Республике Конго — архиепископ Хавьер Эррера Корона;
- Апостольский нунций в Кот-д’Ивуаре — архиепископ Маурисио Руэда Бельц;
- Апостольский нунций в Лесото — архиепископ Генрик Мечислав Ягодзиньский;
- Апостольский нунций в Либерии — архиепископ Вальтер Эрби;
- Апостольский нунций в Ливии — архиепископ Савио Хон Тай-Фай;
- Апостольский нунций на Маврикии — архиепископ Томаш Грыса;
- Апостольский нунций в Мавритании — архиепископ Вальдемар Станислав Зоммертаг;
- Апостольский нунций на Мадагаскаре — архиепископ Томаш Грыса;
- Апостольский нунций в Малави — архиепископ Джанлука Перичи;
- Апостольский нунций в Мали — архиепископ Жан-Сильвен Эмьен Мамбе;
- Апостольский нунций в Марокко — архиепископ Альфред Ксереб;
- Апостольский нунций в Мозамбике — архиепископ Луис Мигель Муньос Кардаба;
- Апостольский нунций в Намибии — архиепископ Генрик Мечислав Ягодзиньский;
- Апостольский нунций в Нигере — вакансия;
- Апостольский нунций в Нигерии — архиепископ Майкл Фрэнсис Кротти;
- Апостольский нунций в Руанде — архиепископ Арнальдо Каталан;
- Апостольский нунций в Сан-Томе и Принсипи — архиепископ Криспин Дубель;
- Апостольский нунций на Сейшельских Островах — архиепископ Томаш Грыса;
- Апостольский нунций в Сенегале — архиепископ Вальдемар Станислав Зоммертаг;
- Апостольский нунций в Судане — вакансия;
- Апостольский нунций в Сьерра-Леоне — архиепископ Вальтер Эрби;
- Апостольский нунций в Танзании — архиепископ Анджело Аккаттино;
- Апостольский нунций в Того — архиепископ Рубен Дарио Руис Майнарди;
- Апостольский нунций в Тунисе — вакансия;
- Апостольский нунций в Уганде — вакансия;
- Апостольский нунций в Центральноафриканской Республике — архиепископ Джузеппе Латерца;
- Апостольский нунций в Чаде — архиепископ Джузеппе Латерца;
- Апостольский нунций в Экваториальной Гвинее — архиепископ Жозе Авелину Беттанкур;
- Апостольский нунций в Эритрее — вакансия;
- Апостольский нунций в Эсватини — архиепископ Генрик Мечислав Ягодзиньский;
- Апостольский нунций в Эфиопии — архиепископ Брайан Удаигве;
- Апостольский нунций в Южно-Африканской Республике — архиепископ Генрик Мечислав Ягодзиньский;
- Апостольский нунций в Южном Судане — архиепископ Шимус Патрик Хорган.

### Европа
- Апостольский нунций при Европейском союзе — архиепископ Бернардито Клеопас Ауса;
- Апостольский нунций в Албании — вакансия;
- Апостольский нунций в Австрии — архиепископ Педро Лопес Кинтана;
- Апостольский нунций в Андорре — вакансия;
- Апостольский нунций в Беларуси — архиепископ Иньяцо Чеффалья;
- Апостольский нунций в Бельгии — архиепископ Франко Коппола;
- Апостольский нунций в Болгарии — архиепископ Лучано Суриани;
- Апостольский нунций в Боснии и Герцеговине — архиепископ Фрэнсис Ассизи Чулликатт;
- Апостольский нунций в Великобритании — архиепископ Мигель Маури Буэндиа;
- Апостольский нунций в Венгрии — архиепископ Майкл Уоллес Банак;
- Апостольский нунций в Германии — архиепископ Никола Этерович;
- Апостольский нунций в Греции — архиепископ Ян Ромео Павловский;
- Апостольский нунций в Дании — архиепископ Юлий Мюрат;
- Апостольский нунций в Ирландии — архиепископ Луис Мариано Монтемайор;
- Апостольский нунций в Исландии — архиепископ Юлий Мюрат;
- Апостольский нунций в Испании — вакансия;
- Апостольский нунций в Италии — архиепископ Петар Ражич;
- Апостольский нунций в Латвии — архиепископ Георг Генсвайн;
- Апостольский нунций в Литве — архиепископ Георг Генсвайн;
- Апостольский нунций в Лихтенштейне — архиепископ Мартин Кребс;
- Апостольский нунций в Люксембурге — архиепископ Франко Коппола;
- Апостольский нунций в Северной Македонии — архиепископ Лучано Суриани;
- Апостольский нунций на Мальте — архиепископ Савио Хон Тай-Фай;
- Апостольский нунций в Молдавии — архиепископ Джампьеро Глодер;
- Апостольский нунций в Монако — архиепископ Мартин Кребс;
- Апостольский нунций в Нидерландах — архиепископ Жан-Мари Спиш;
- Апостольский нунций в Норвегии — архиепископ Юлий Мюрат;
- Апостольский нунций в Польше — архиепископ Антонио Гвидо Филипацци;
- Апостольский нунций в Португалии — вакансия;
- Апостольский нунций в России[6] — архиепископ Джованни Д’Аньелло;
- Апостольский нунций в Румынии — архиепископ Джампьеро Глодер;
- Апостольский нунций в Сан-Марино — архиепископ Петар Ражич;
- Апостольский нунций в Сербии — архиепископ Санто Рокко Ганджеми;
- Апостольский нунций в Словакии — архиепископ Никола Джирасоли;
- Апостольский нунций в Словении — архиепископ Луиджи Бьянко;
- Апостольский нунций на Украине — архиепископ Висвальдас Кульбокас;
- Апостольский нунций в Финляндии — архиепископ Юлий Мюрат;
- Апостольский нунций во Франции — архиепископ Челестино Мильоре;
- Апостольский нунций в Хорватии — архиепископ Джорджо Лингва;
- Апостольский нунций в Черногории — архиепископ Фрэнсис Ассизи Чулликатт;
- Апостольский нунций в Чехии — архиепископ Иуда Фаддей Около;
- Апостольский нунций в Швейцарии — архиепископ Мартин Кребс;
- Апостольский нунций в Швеции — архиепископ Юлий Мюрат;
- Апостольский нунций в Эстонии — архиепископ Георг Генсвайн.

### Северная Америка
- Апостольский нунций в Антигуа и Барбуде — архиепископ Сантьяго Де Вит Гусман;
- Апостольский нунций на Багамских Островах — архиепископ Сантьяго Де Вит Гусман;
- Апостольский нунций на Барбадосе — архиепископ Сантьяго Де Вит Гусман;
- Апостольский нунций в Белизе — архиепископ Сантьяго Де Вит Гусман;
- Апостольский нунций на Гаити — вакансия;
- Апостольский нунций в Гватемале — архиепископ Франсиско Монтесильо Падилья;
- Апостольский нунций в Гондурасе — архиепископ Симон Боливар Санчес Каррион;
- Апостольский нунций в Гренаде — архиепископ Сантьяго Де Вит Гусман;
- Апостольский нунций в Доминике — архиепископ Сантьяго Де Вит Гусман;
- Апостольский нунций в Доминиканской Республике — архиепископ Пьерджорджо Бертольди;
- Апостольский нунций в Канаде — архиепископ Иван Юркович;
- Апостольский нунций в Коста-Рике — архиепископ Марк Джерард Майлз;
- Апостольский нунций на Кубе — архиепископ Антуан Камиллери;
- Апостольский нунций в Мексике — архиепископ Джозеф Спитери;
- Апостольский нунций в Никарагуа — вакансия;
- Апостольский нунций в Панаме — архиепископ Дагоберто Кампос Салас;
- Апостольский нунций в Сальвадоре — архиепископ Луиджи Альберто Кона;
- Апостольский нунций в Сент-Люсии — архиепископ Сантьяго Де Вит Гусман;
- Апостольский нунций в Сент-Винсенте и Гренадинах — архиепископ Сантьяго Де Вит Гусман;
- Апостольский нунций в Сент-Китсе и Невисе — архиепископ Сантьяго Де Вит Гусман;
- Апостольский нунций в США — кардинал Кристоф Пьер;
- Апостольский нунций в Тринидаде и Тобаго — архиепископ Сантьяго Де Вит Гусман;
- Апостольский нунций на Ямайке — архиепископ Сантьяго Де Вит Гусман.

### Южная Америка
- Апостольский нунций в Аргентине — архиепископ Мирослав Адамчик;
- Апостольский нунций в Боливии — архиепископ Фермин Эмилио Соса Родригес;
- Апостольский нунций в Бразилии — архиепископ Джамбаттиста Дикваттро;
- Апостольский нунций в Венесуэле — архиепископ Альберто Ортега Мартин;
- Апостольский нунций в Гайане — архиепископ Сантьяго Де Вит Гусман;
- Апостольский нунций в Колумбии — архиепископ Паоло Руделли;
- Апостольский нунций в Парагвае — архиепископ Винченцо Туртурро;
- Апостольский нунций в Перу — архиепископ Паоло Рокко Гуальтьери;
- Апостольский нунций в Суринаме — архиепископ Сантьяго Де Вит Гусман;
- Апостольский нунций в Уругвае — архиепископ Джанфранко Галлоне;
- Апостольский нунций в Чили — архиепископ Куриан Матфей Ваялункал;
- Апостольский нунций в Эквадоре — архиепископ Андрес Карраскоса Косо.

## Апостольские делегаты

### Австралия и Океания
- Апостольский делегат на Тихом океане — архиепископ Габор Пинтер.

### Азия
- Апостольский делегат на Аравийском полуострове — архиепископ Кристоф Закхия Эль-Кассис;
- Апостольский делегат в Брунее — архиепископ Войцех Залуский;
- Апостольский делегат во Вьетнаме — архиепископ Марек Залевский;
- Апостольский делегат в Иерусалиме и Палестине — архиепископ Адольфо Тито Ильяна;
- Апостольский делегат в Лаосе — архиепископ Питер Брайан Уэллс.

### Африка
- Апостольский делегат на Коморах — архиепископ Томаш Грыса;
- Апостольский делегат в Сомали — вакансия.

### Европа
- Апостольский делегат в Косово — архиепископ Луиджи Бьянко.

### Северная Америка
- Апостольский делегат на Антильских островах — архиепископ Сантьяго Де Вит Гусман;
- Апостольский делегат в Пуэрто-Рико — архиепископ Пьерджорджо Бертольди.

## Представители Святого Престола при международных организациях
- Специальный представитель Святого Престола при Африканском Союзе — вакансия;
- Представитель Святого Престола при Ассоциации государств Юго-Восточной Азии — архиепископ Пьеро Пьоппо;
- Представитель Святого Престола при Карибском сообществе — архиепископ Сантьяго Де Вит Гусман;
- Межрегиональный наблюдатель Святого Престола при Система центральноамериканской интеграции — архиепископ Луиджи Альберто Кона;
- Постоянный наблюдатель Святого Престола при Совете Европы — монсеньор Марко Ганчи;
- Постоянный наблюдатель Святого Престола при Экономическом сообществе стран Западной Африки — вакансия;
- Постоянный наблюдатель Святого Престола при Продовольственной и сельскохозяйственной организации ООН — монсеньор Фернандо Чика Арельяно;
- Постоянный наблюдатель Святого Престола при Международном агентстве по атомной энергии — монсеньор Ричард Аллен Гира;
- Наблюдатель Святого Престола при Международной комиссии по гражданскому состоянию — монсеньор Марко Ганчи;
- Делегат Святого Престола при Международном комитете военной медицины — монсеньор Робрехт Бун;
- Делегат Святого Престола при Международном институте по унификации частного права — доктор Паоло Папанти-Пелетье;
- Представитель Святого Престола при Международной организации по миграции — архиепископ Фортунатус Нвачукву;
- Делегат Святого Престола при Лиге арабских государств — архиепископ Николя Тевенен;
- Постоянный наблюдатель Святого Престола при отделении ООН и специализированных учреждений ООН в Женеве — архиепископ Фортунатус Нвачукву;
- Постоянный наблюдатель Святого Престола при отделении ООН и специализированных учреждений ООН в Вене — монсеньор Ричард Аллен Гира;
- Постоянный наблюдатель Святого Престола при Организации по запрещению химического оружия — вакансия;
- Постоянный наблюдатель Святого Престола при Организации по безопасности и сотрудничеству в Европе — монсеньор Ричард Аллен Гира;
- Постоянный наблюдатель Святого Престола при Организации американских государств — монсеньор Марк Джерард Майлз;
- Постоянный представитель Святого Престола при Подготовительной комиссии Организации по Договору о всеобъемлющем запрещении ядерных испытаний — монсеньор Ричард Аллен Гира;
- Постоянный наблюдатель Святого Престола при ЮНЕСКО — монсеньор Франческо Фолло;
- Постоянный наблюдатель Святого Престола при Программе Организации Объединённых Наций по населенным пунктам — архиепископ Хубертус Матеус Мария ван Меген;
- Постоянный наблюдатель Святого Престола при Организации Объединённых Наций по промышленному развитию — монсеньор Ричард Аллен Гира;
- Постоянный наблюдатель Святого Престола при Организации Объединённых Наций — архиепископ Габриэле Джордано Качча;
- Постоянный наблюдатель Святого Престола при Всемирной туристской организации — вакансия;
- Постоянный наблюдатель Святого Престола при Всемирной торговой организации — архиепископ Фортунатус Нвачукву.

## Бывшие апостольские нунции
- Апостольский нунций в Баварии;
- Апостольский нунций в Венеции;
- Апостольский нунций в Кёльне;
- Апостольский нунций в Милане;
- Апостольский нунций в Неаполе;
- Апостольский нунций в Тоскане;
- Апостольский нунций в Турине;
- Апостольский нунций в Чехословакии;
- Апостольский нунций в Югославии.